# 圣良堂 (威尼斯)
圣良堂（San Lio）是一座罗马天主教教堂，位于意大利威尼斯城堡区的同名广场上。

## 历史
该堂由贵族Badoer家族建于9世纪，最初供奉圣加大肋纳。1054年，该堂改为供奉圣良，以纪念良九世。

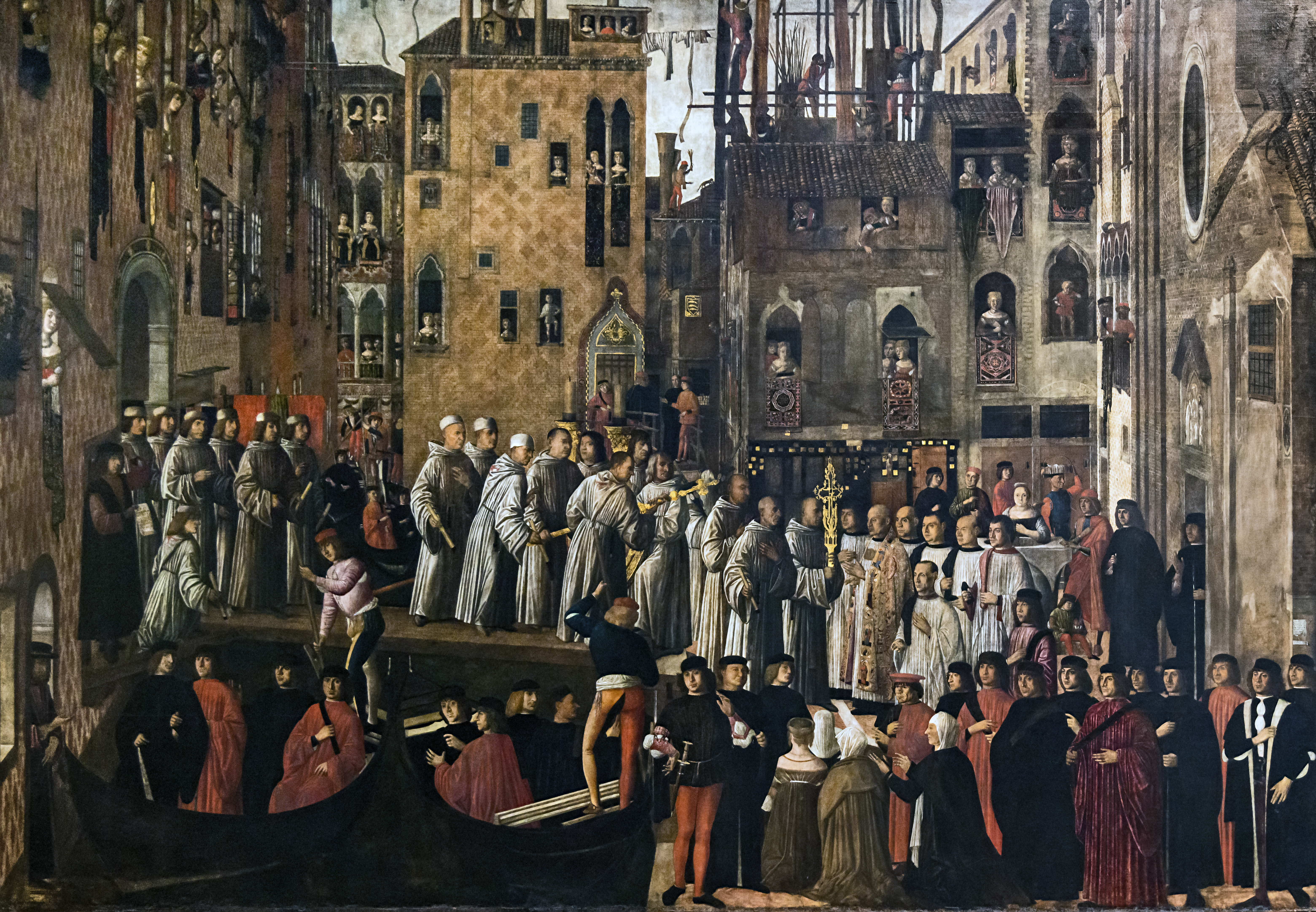
“圣良广场圣十字架的奇迹”，Giovanni Mansueti, 1494

## 建筑
祭衣间重建于15世纪。堂内拥有若干绘画和雕塑，其中包括提香的“圣雅各伯”（1540年）。

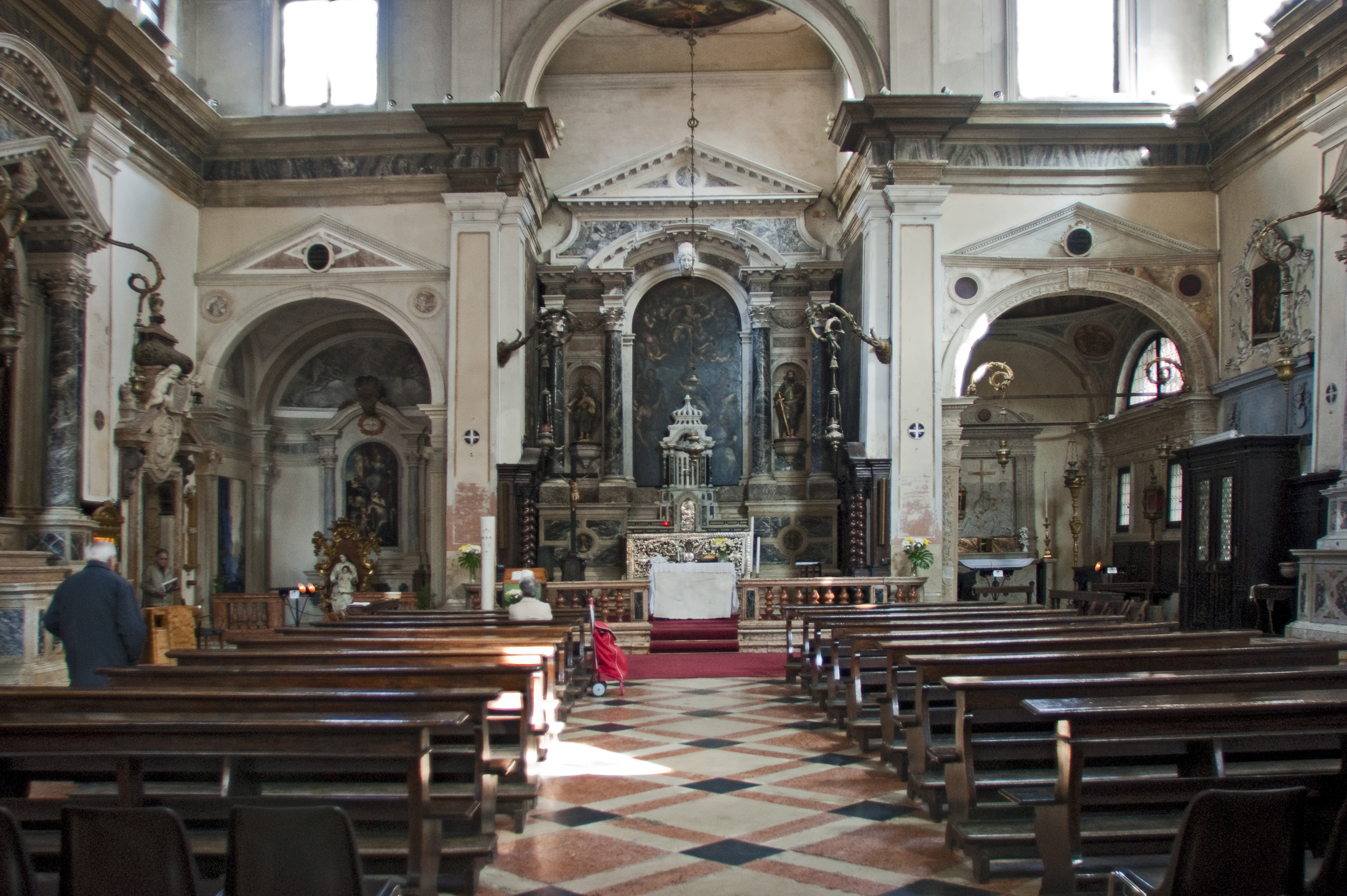
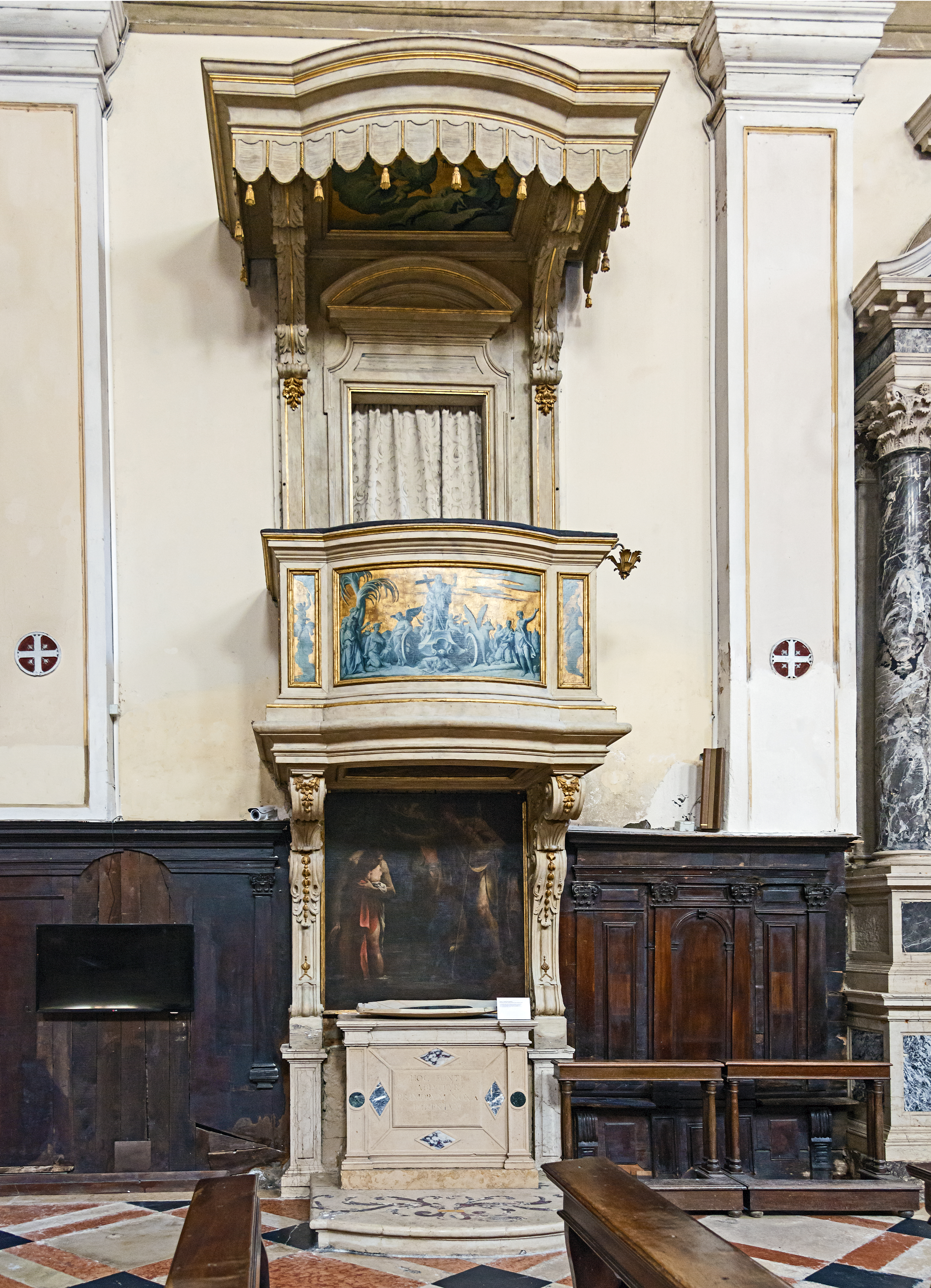
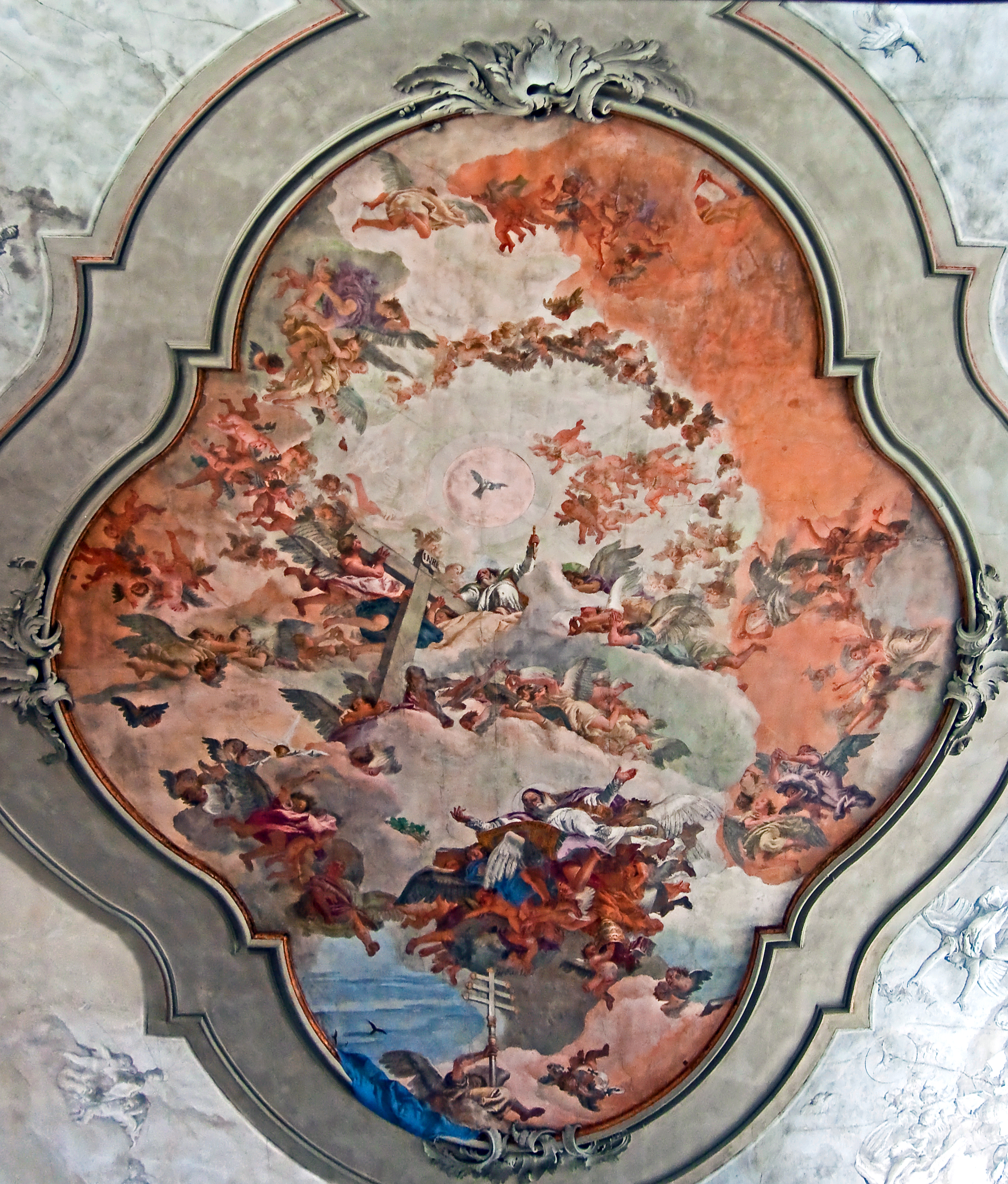
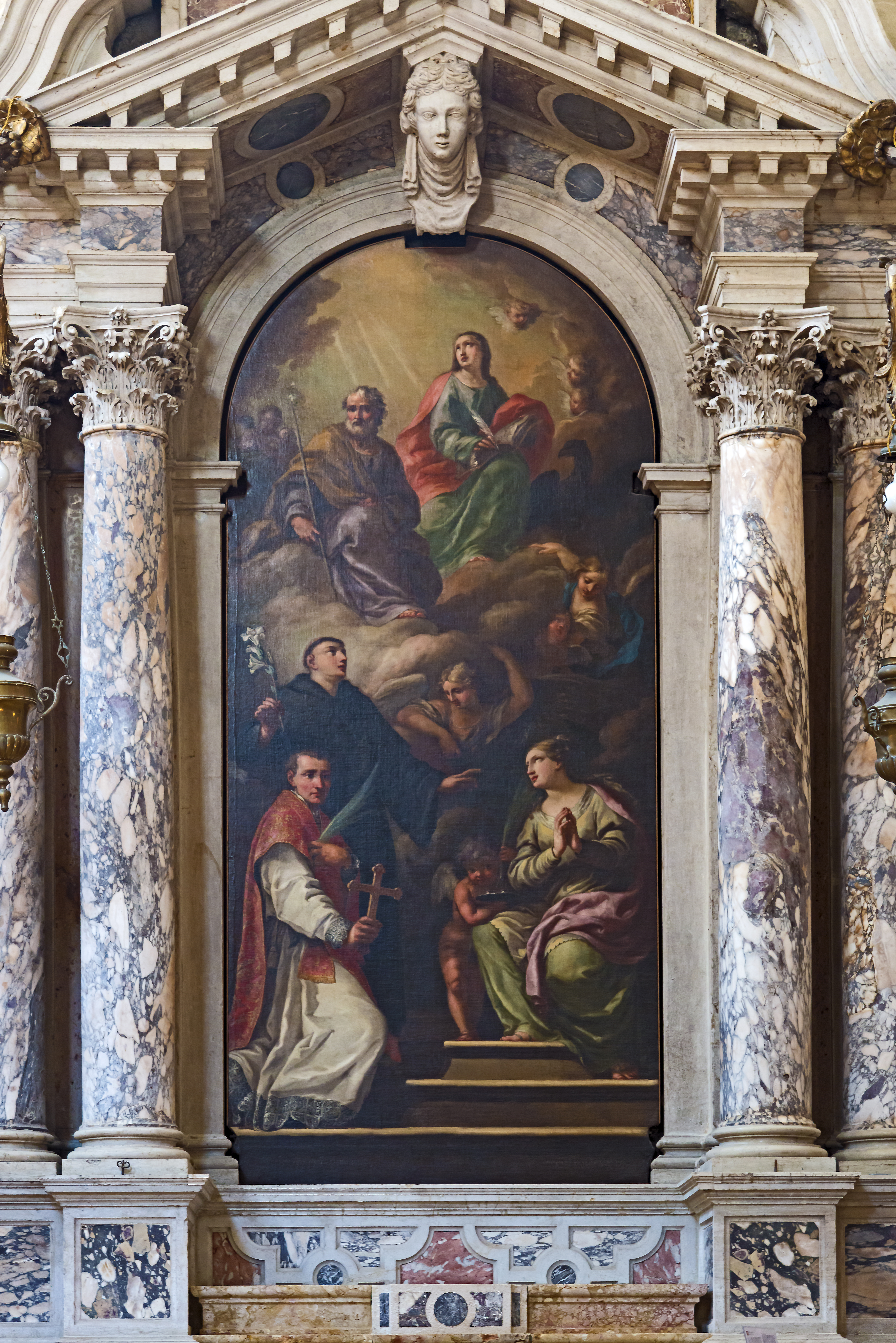
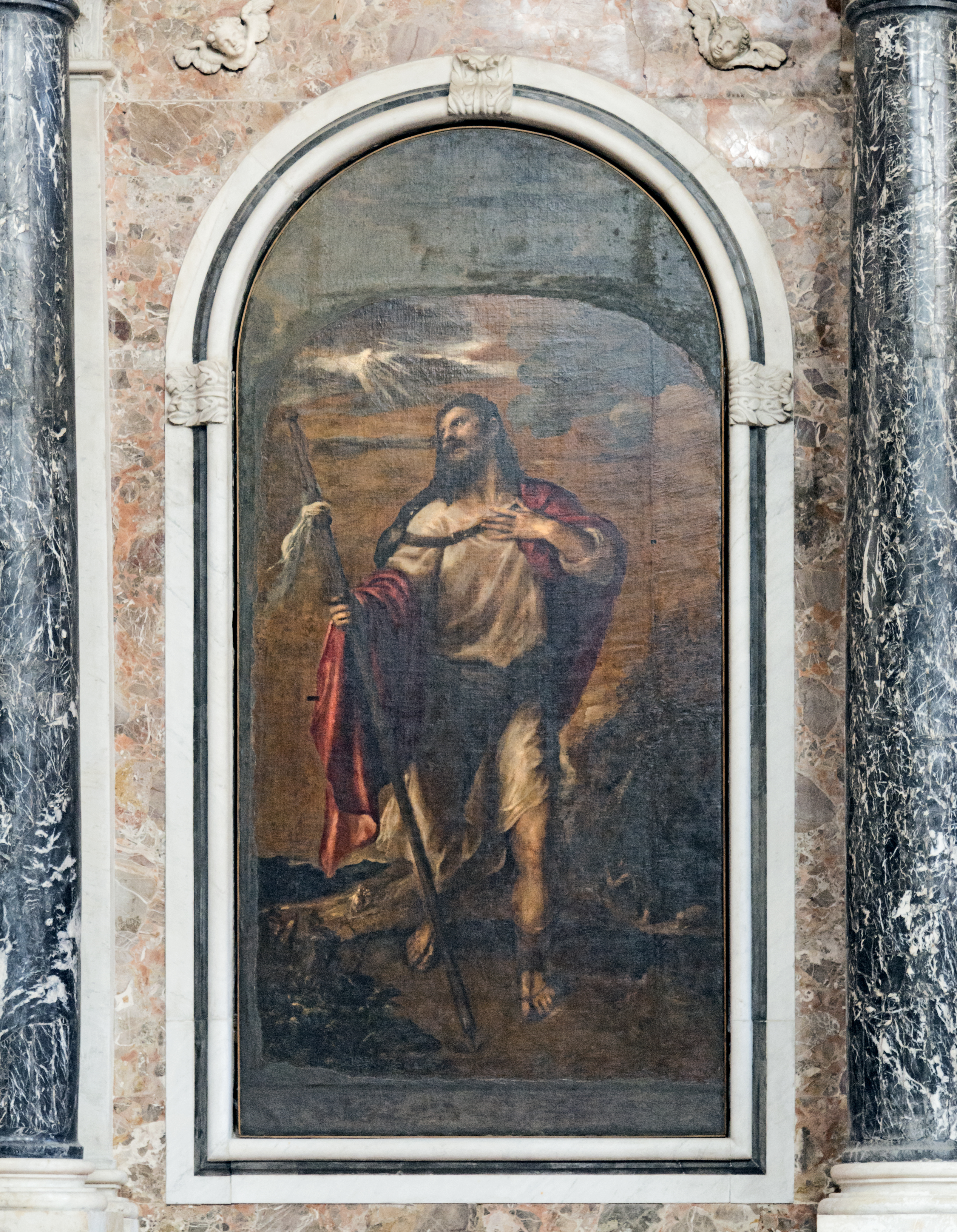
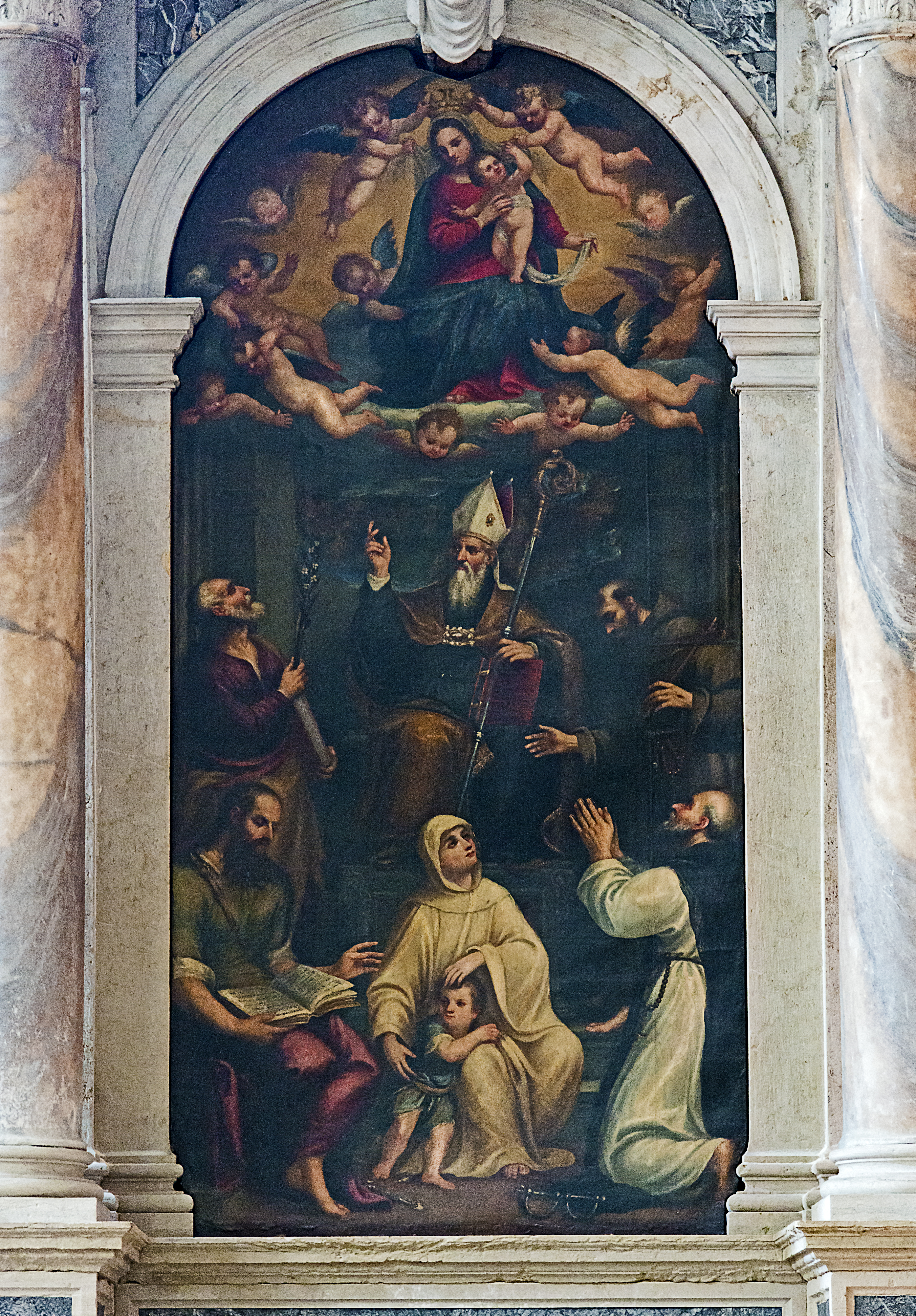
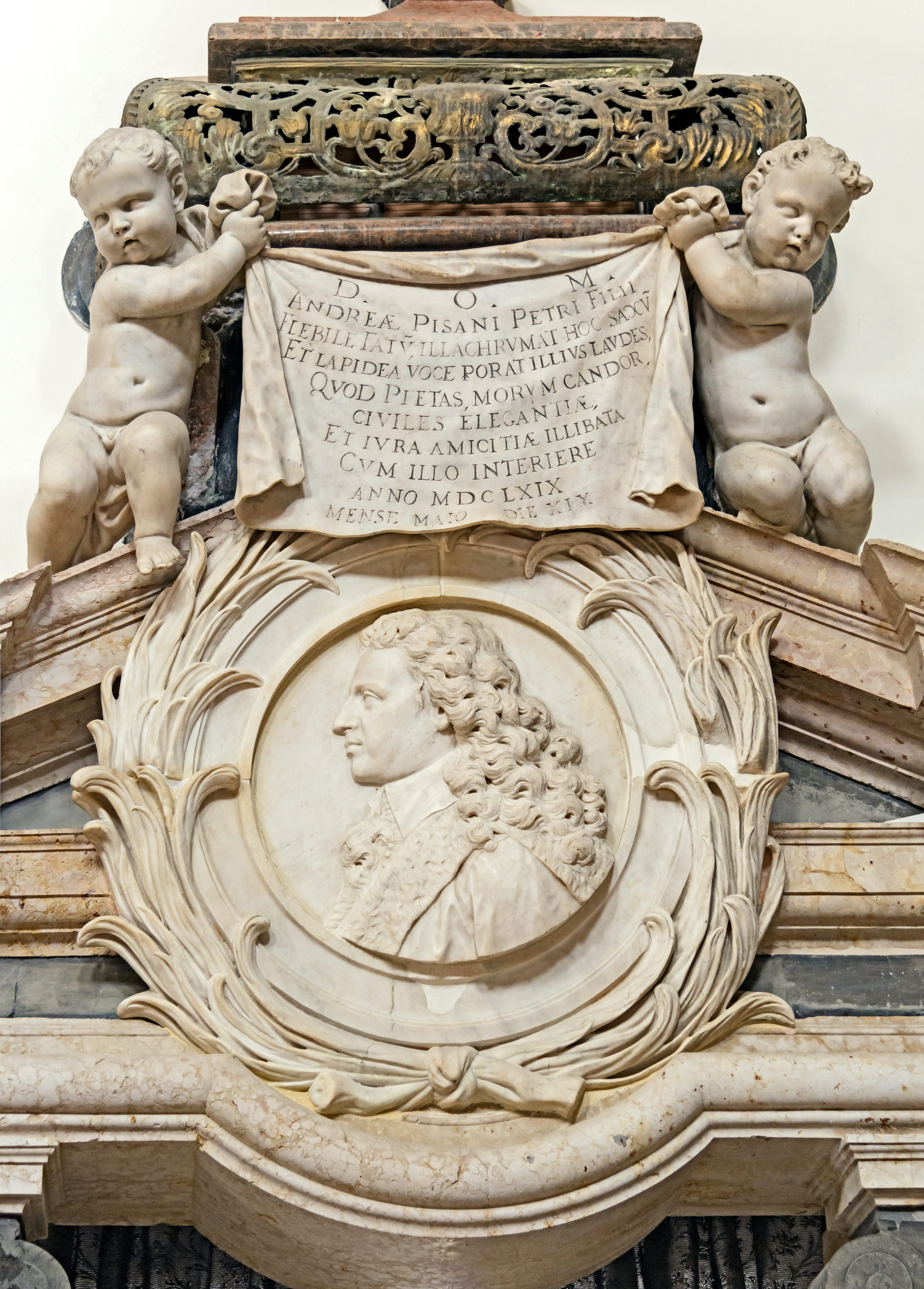
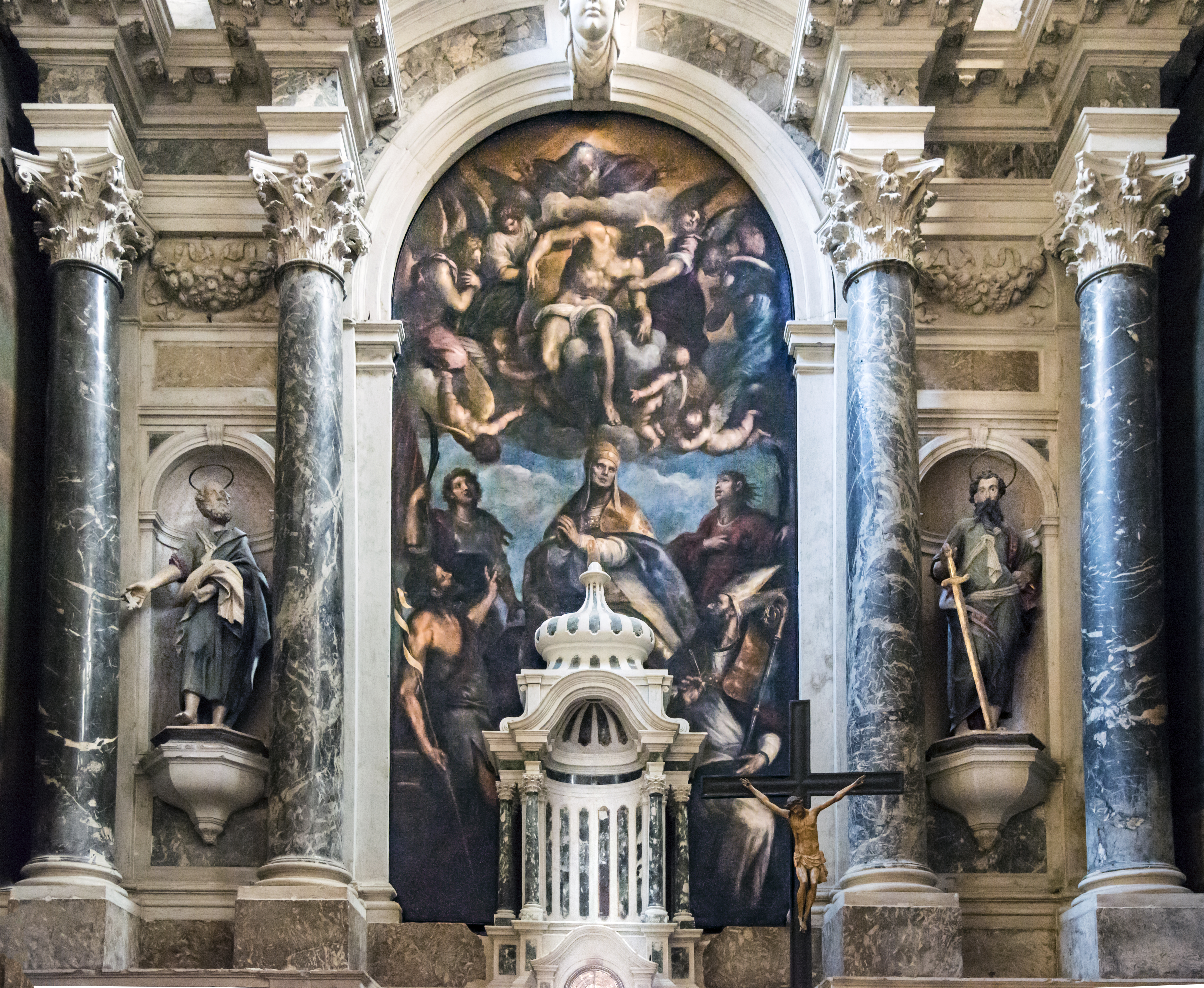
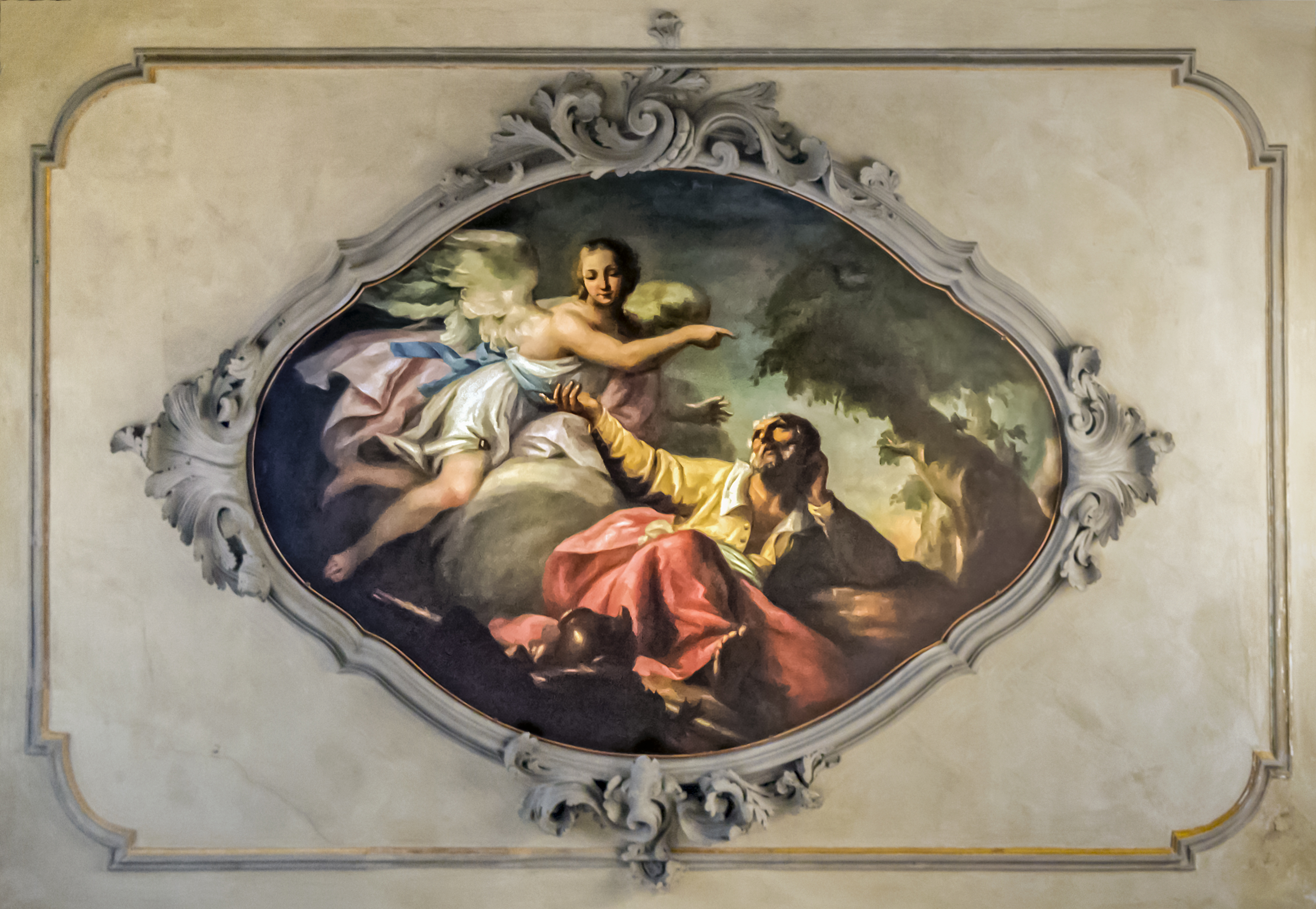
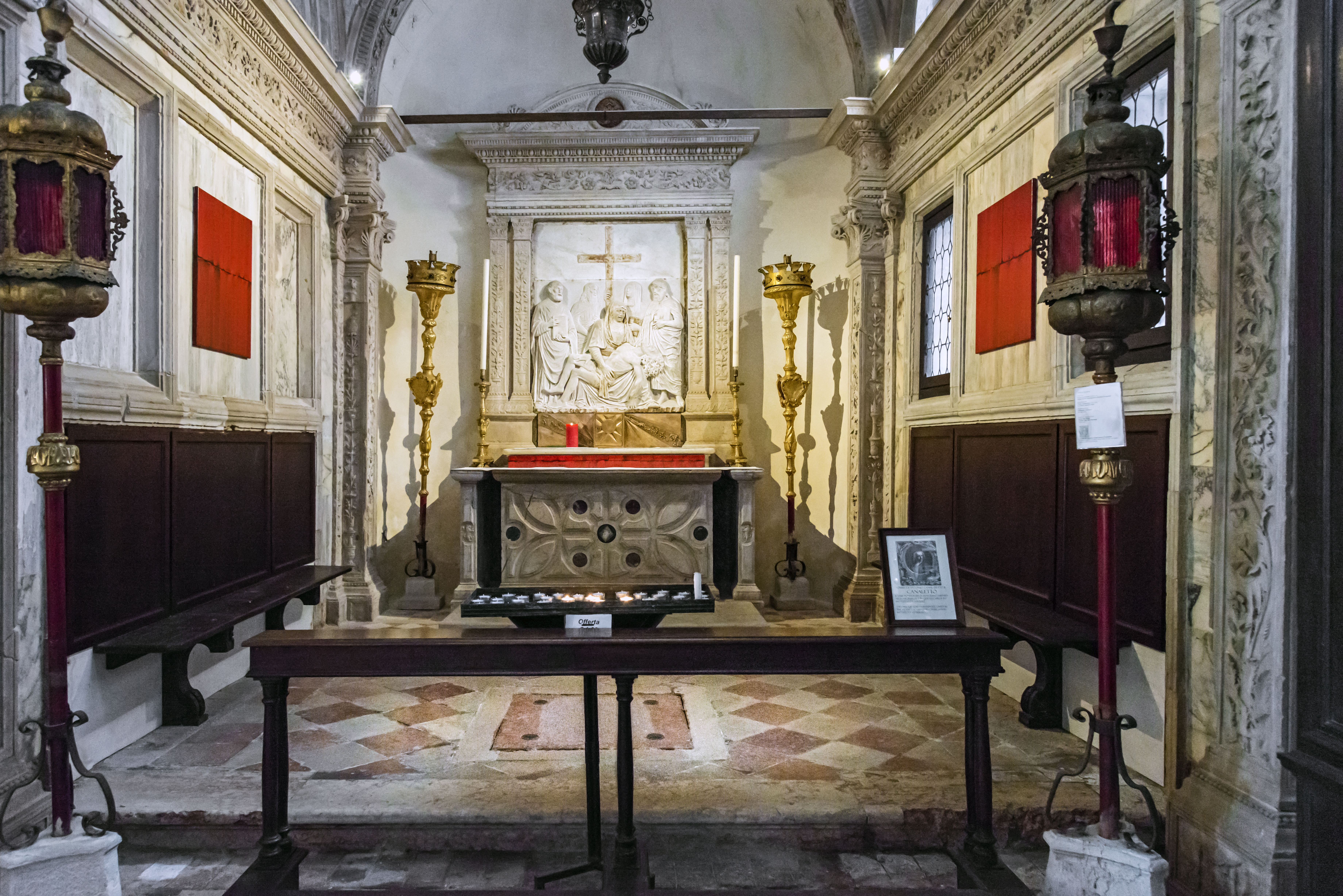
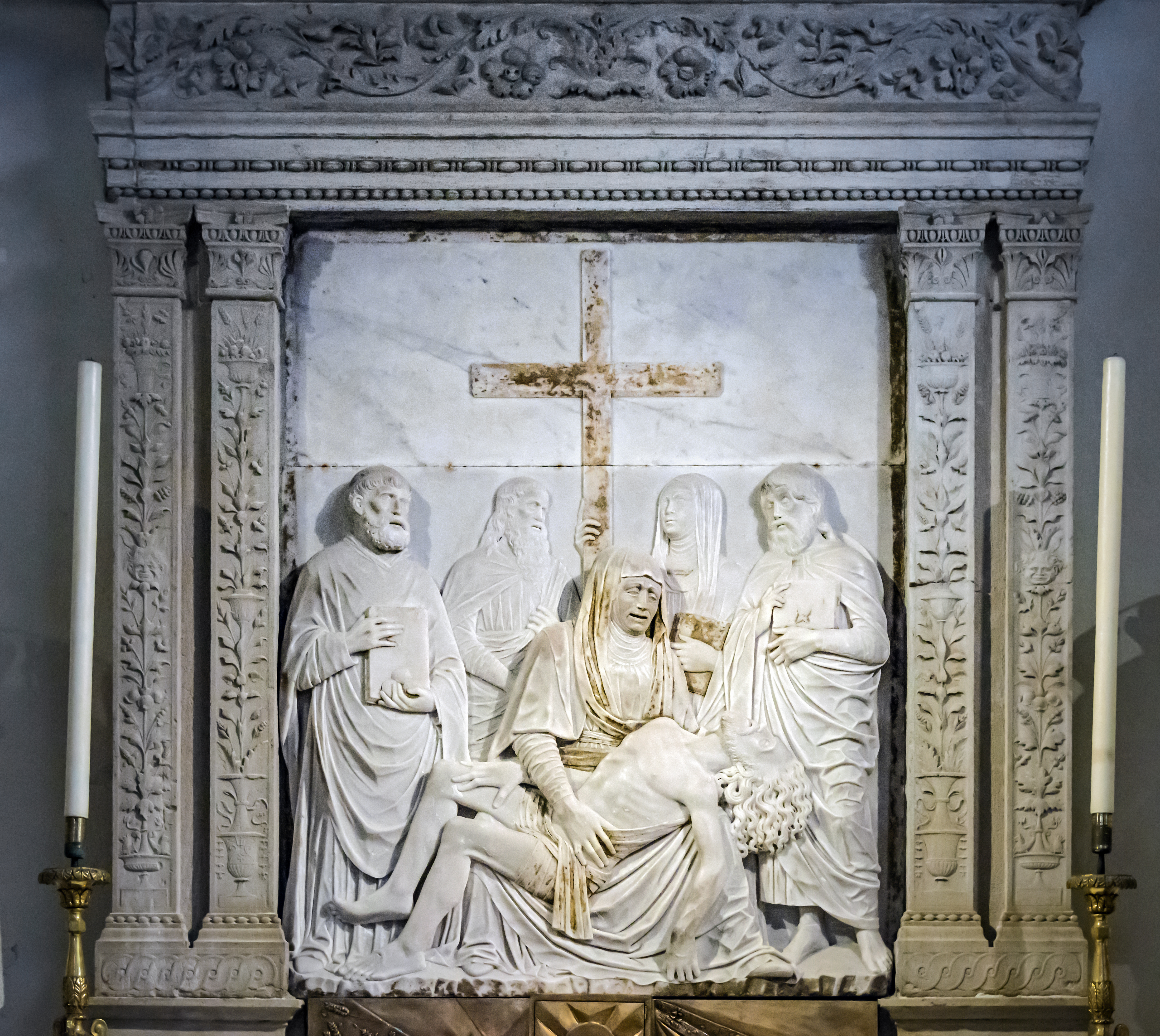
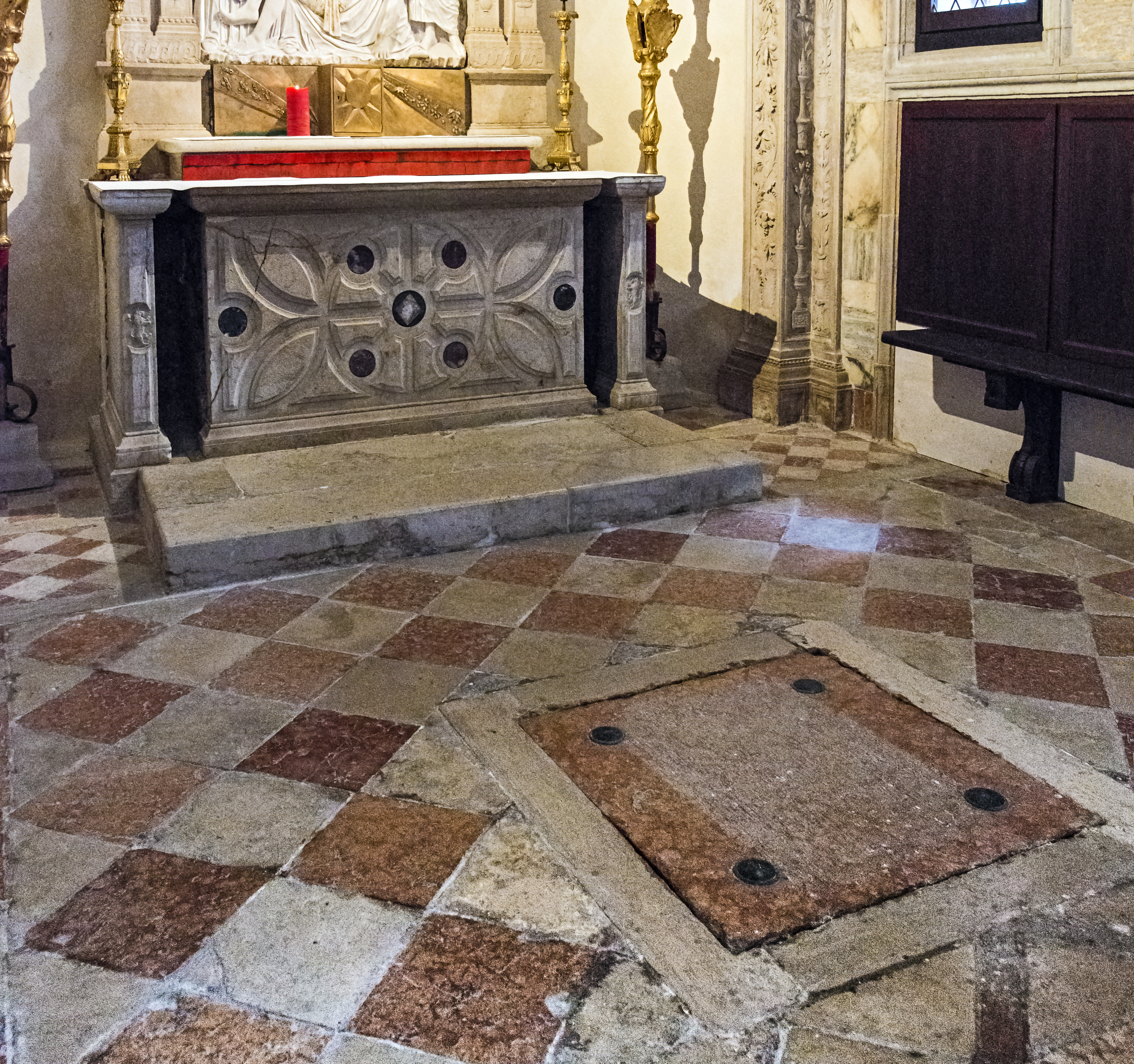
加纳莱托墓